# Catedral basílica de León
La Catedral Basílica Metropolitana de la Madre Santísima de la Luz es una iglesia de culto católico, ubicada en el centro histórico de la ciudad de León, México. Es la sede metropolitana de la arquidiócesis de León. Se encuentra dentro del territorio de la parroquia de San Sebastián Mártir, conocida popularmente como parroquia del Sagrario; siendo ésta, a su vez, la primera parroquia de León, Guanajuato.

## Historia

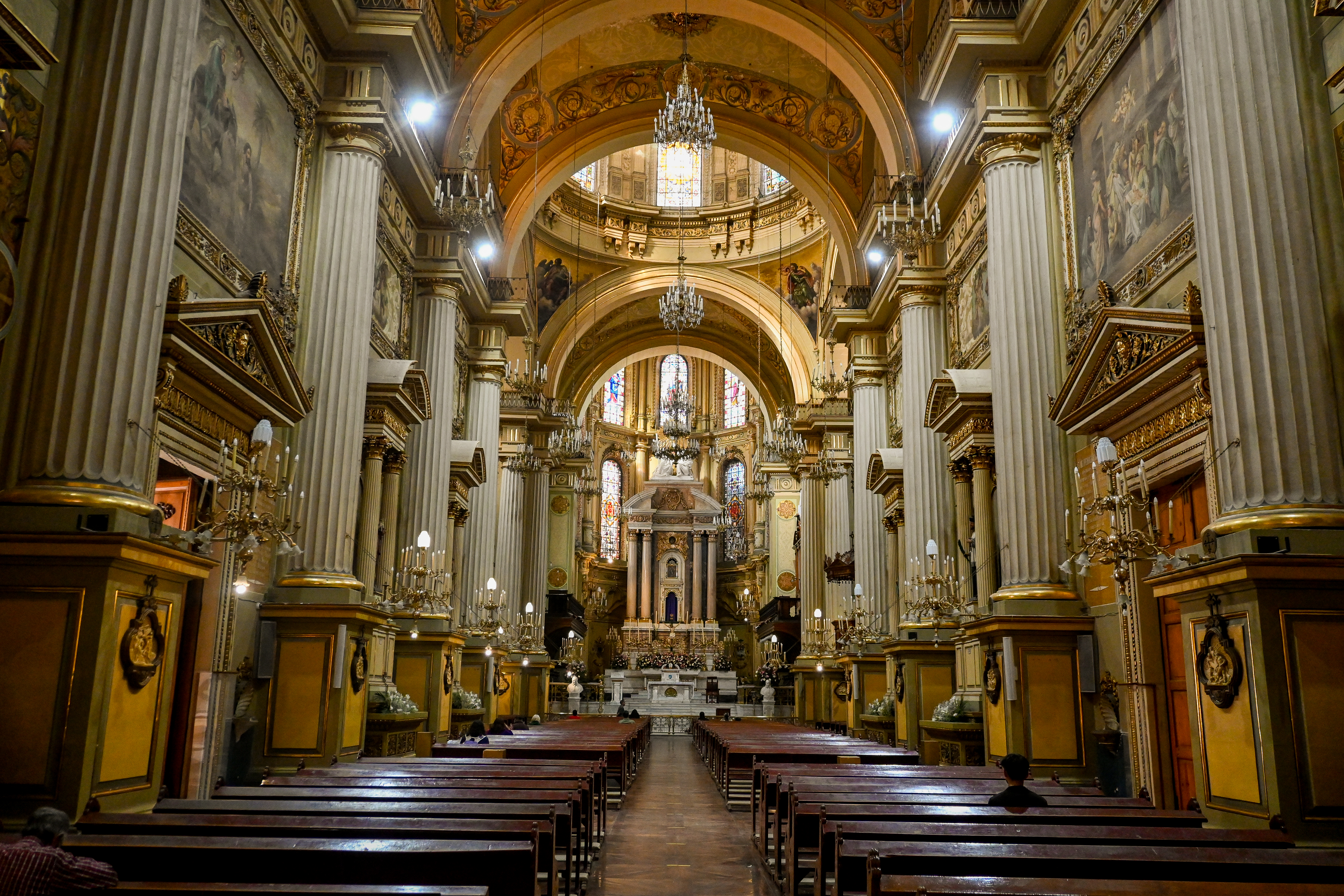
Nave de la Catedral.

Las obras de construcción del Templo de la Compañía Nueva, futuro asiento de la Catedral iniciaron en 1732, al retorno de los jesuitas a la ciudad, la que habían abandonado un año antes porque su Templo de la Santa Escuela o Compañía Vieja, se encontraba sumamente deteriorado. El nuevo templo estaría dedicado a la Madre Santísima de la Luz, pero con la expulsión de los jesuitas en 1767 se paralizaron las obras, dejando los muros construidos apenas 8 metros sobre los cimientos, así como la portada del lado occidental.
En ese estado permaneció la construcción hasta los años 1830, cuando la familia Obregón retomó las obras apoyados por José Ignacio Aguado. En 1842, varios miembros del ayuntamiento pidieron la cooperación de los vecinos para continuar las obras. En 1855 se le hicieron algunas reparaciones.
La Diócesis de León se fundó el 21 de febrero de 1864; inmediatamente después de haber entrado en funciones su nuevo obispo José María de Jesús Diez de Sollano, se dispuso la terminación de este templo, al que se conocía popularmente como Compañía Nueva y que se instauró como catedral. Para entonces ya estaban concluidas las bóvedas (1833-1837), se recimentó el primer cuerpo de la torre oriental (1864), la campana mayor con un peso de 4,5 toneladas se fundió en los meses de diciembre de 1865 y enero de 1866. La cúpula mayor tiene una altura de 42 m, diseñada por Manuel Gómez Ibarra, amalgamando estilos pero con muchos rasgos neoclásicos; fue ejecutada por Herculano Ramírez y se terminó en agosto de 1865. Fue consagrada el 17 de marzo de 1866, aún sin terminar.
Fue remozada entre 1885 y 1889 por Luis Long, y posteriormente en 1902 por Ernesto Brunel con motivo de la coronación de la virgen. El 5 de agosto de 1920 le fue otorgado el rango de basílica.

## El edificio

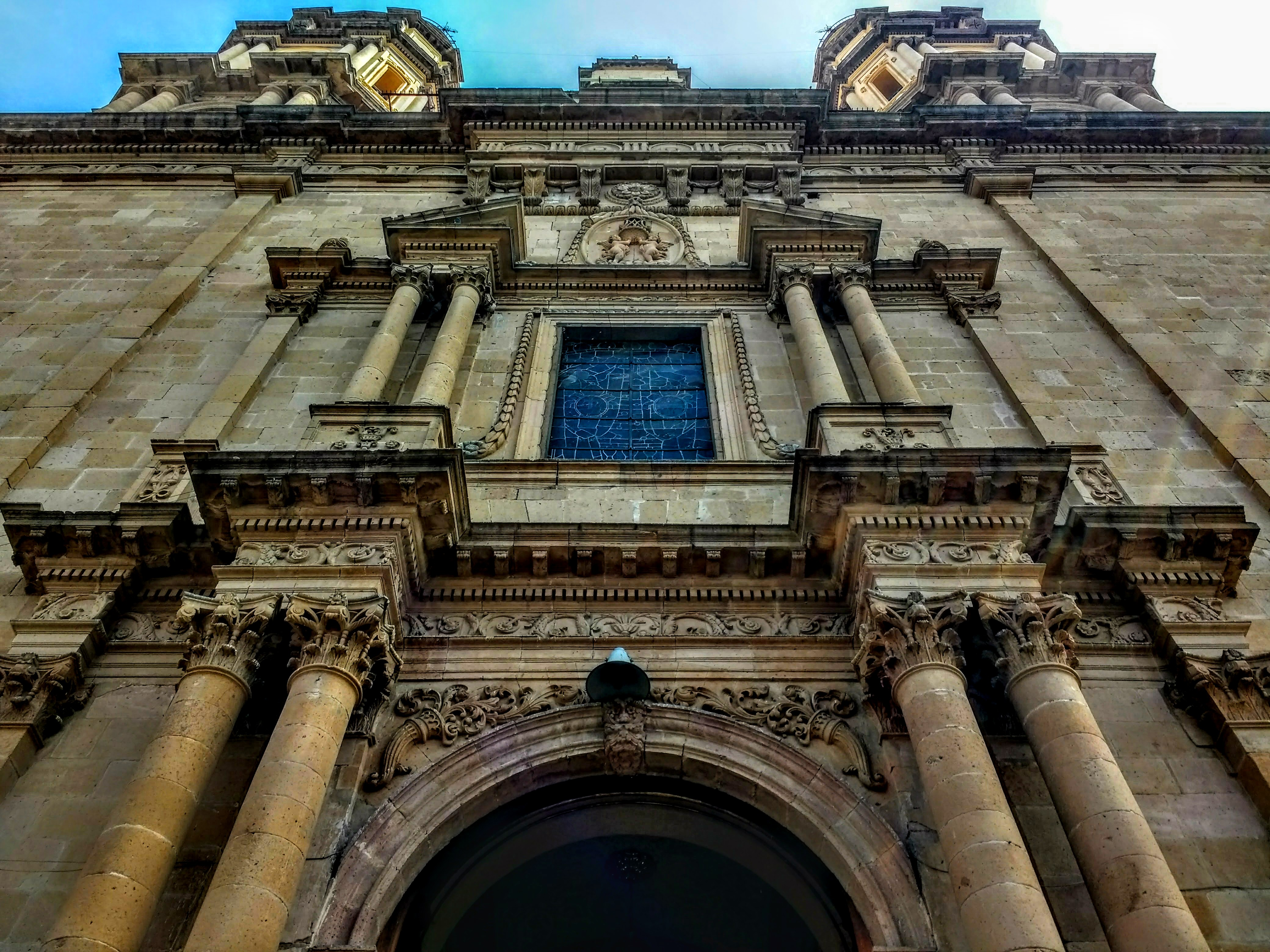
Fachada principal de la Catedral.

### La fachada
La fachada está toda revestida de cantera, con pilastras y cornisas con una greca sencilla, y elegantes molduras. Presenta dos cuerpos, en el primero dos pares de columnas de orden corinitio sostienen un friso enmarcando el arco de acceso, de medio punto. El segundo cuerpo, también presenta dos columnas del mismo orden, enmarcando la ventana del coro. Las columnas del segundo cuerpo sostienen un frontón interrumpido en la parte central por un medallón con el relieve de dos ángeles sosteniendo el monograma de la virgen.
Por su ubicación, la catedral presenta un atrio pequeño, rodeado por un muro bajo de cantera sobre el que descansa un enverjado de hierro, con tres accesos al frente enmarcados en majestuosos pórticos de cantera, con artísticas puertas de hierro con relieves y calados. En su costado izquierdo y sobre una pequeña base, hay una estatua de Juan Pablo II. Cuenta con dos torres de tres cuerpos, de construcción idéntica. La torre oriental se terminó el 19 de enero de 1876 y su pareja en 1878, tienen una altura de 70 m. 

### El interior

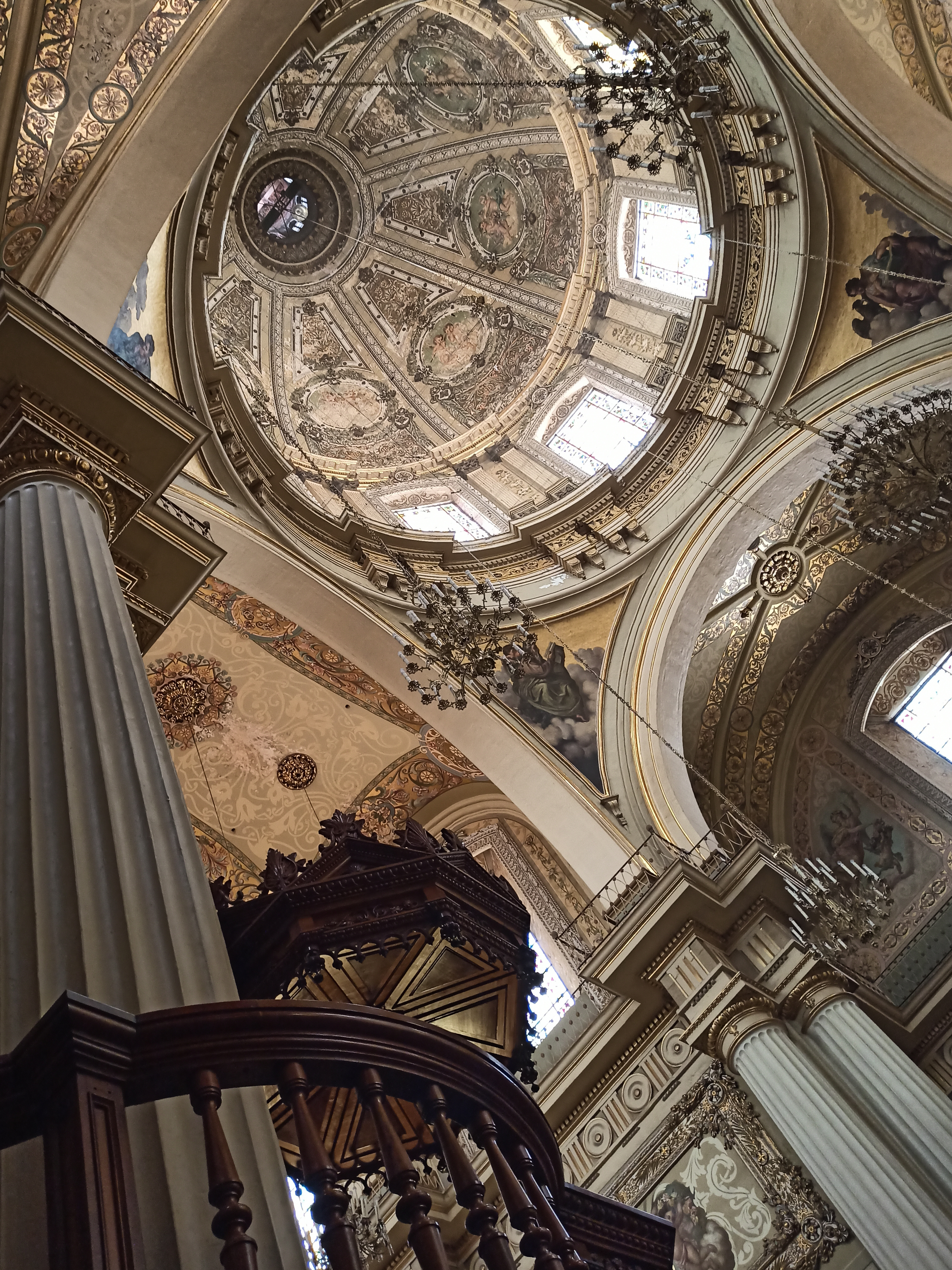
Cúpula Mayor de la Catedral desde el interior.

La planta de la Iglesia es de cruz latina de una sola nave de 72 m de largo por 13 m de ancho, y un crucero en cuyos extremos se ubican dos altares, dedicados a la Inmaculada Concepción y a la Virgen de Guadalupe. En el cuerpo de la nave se distribuyen otros seis altares, tres a cada lado. El interior es de estilo neoclásico, así como los vitrales fabricados en Múnich, Alemania.
El altar principal de mármol con columnas monolíticas custodia la imagen de la Virgen. Originalmente presentaba un altar mayor de madera y no contaba con ábside, en 1889 fue retirado el altar mayor original y sustituido por otro elaborado en cantera y diseñado por Luis Long, el cual a su vez fue sustituido por el actual en 1902, elaborado en mármol italiano de Carrara, granito de Tennessee y bronce dorado; fue diseñado por Ernesto Brunel, además ensanchó el arco del presbiterio, le agregó el ábside y una nueva cúpula. La mayor parte del edificio está decorado en estilo neoclásico.

### Las capillas
Capilla de la Virgen de Loreto

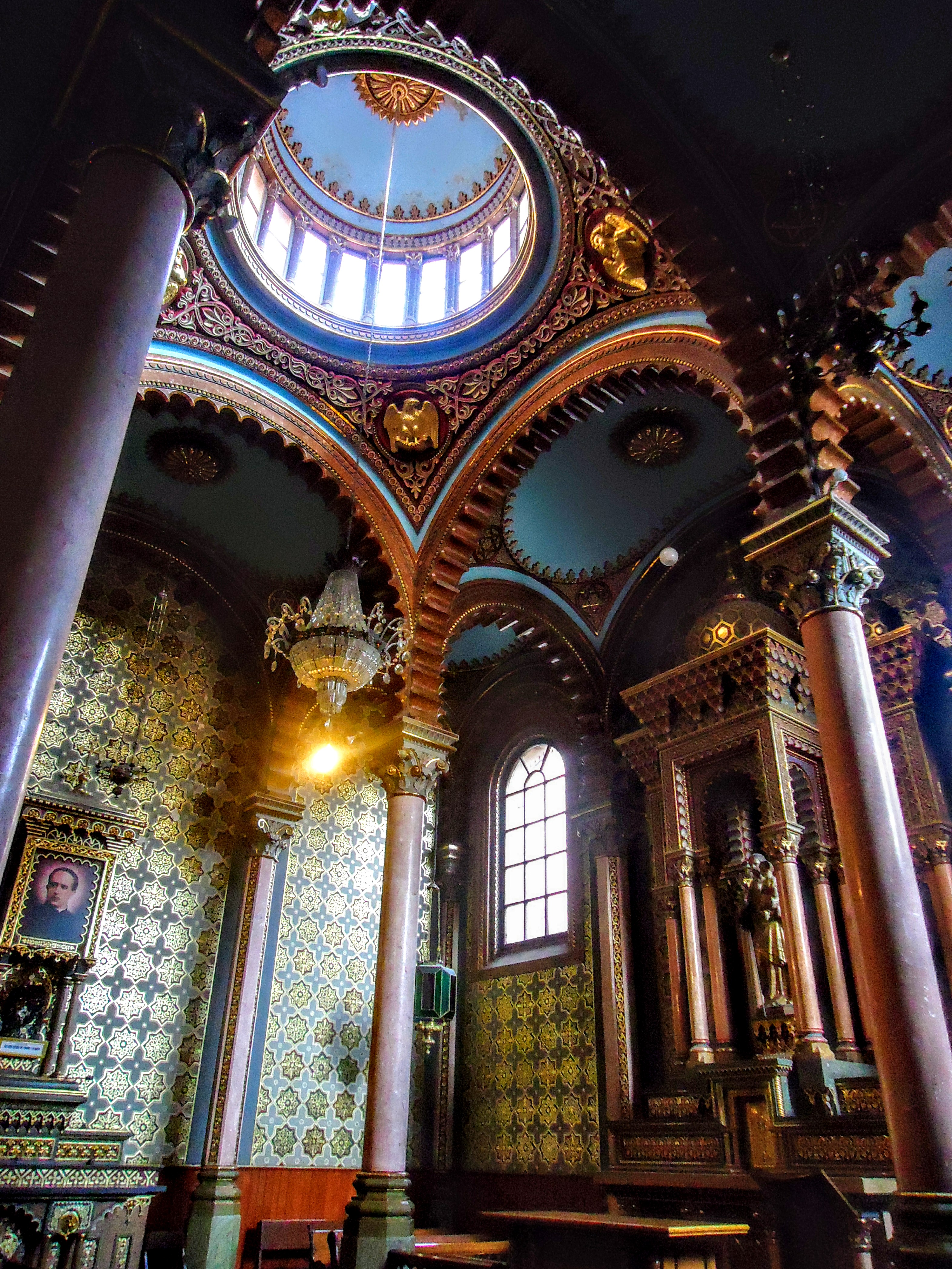
Capilla de San José.

El 18 de julio de 1876 se desprendió la clave de un arco a un lado de la puerta norte, lo que fue motivo para que el conjunto creciera porque el obispo Diez de Sollano al implorar la intervención divina, prometió la construcción de una capilla que se situó al lado oeste, cumplió su promesa erigiendo la actual capilla de la Virgen de Loreto, hecha como réplica de la Santa Casa de Loreto en Italia, el conjunto se terminó en junio de 1877, pero tuvo que ser reconstruido unos 30 años después, durante la gestión del obispo Leopoldo Ruiz y Flores, quien la bendijo el 8 de mayo de 1909, cuando ya era arzobispo de Linares.
Capilla del Ecce Homo
Fue terminada en 1884 y en ella se venera una imagen del artista Felipe Ruiz, hecha por encargo de Francisco Sotomayor.
Capilla de San José

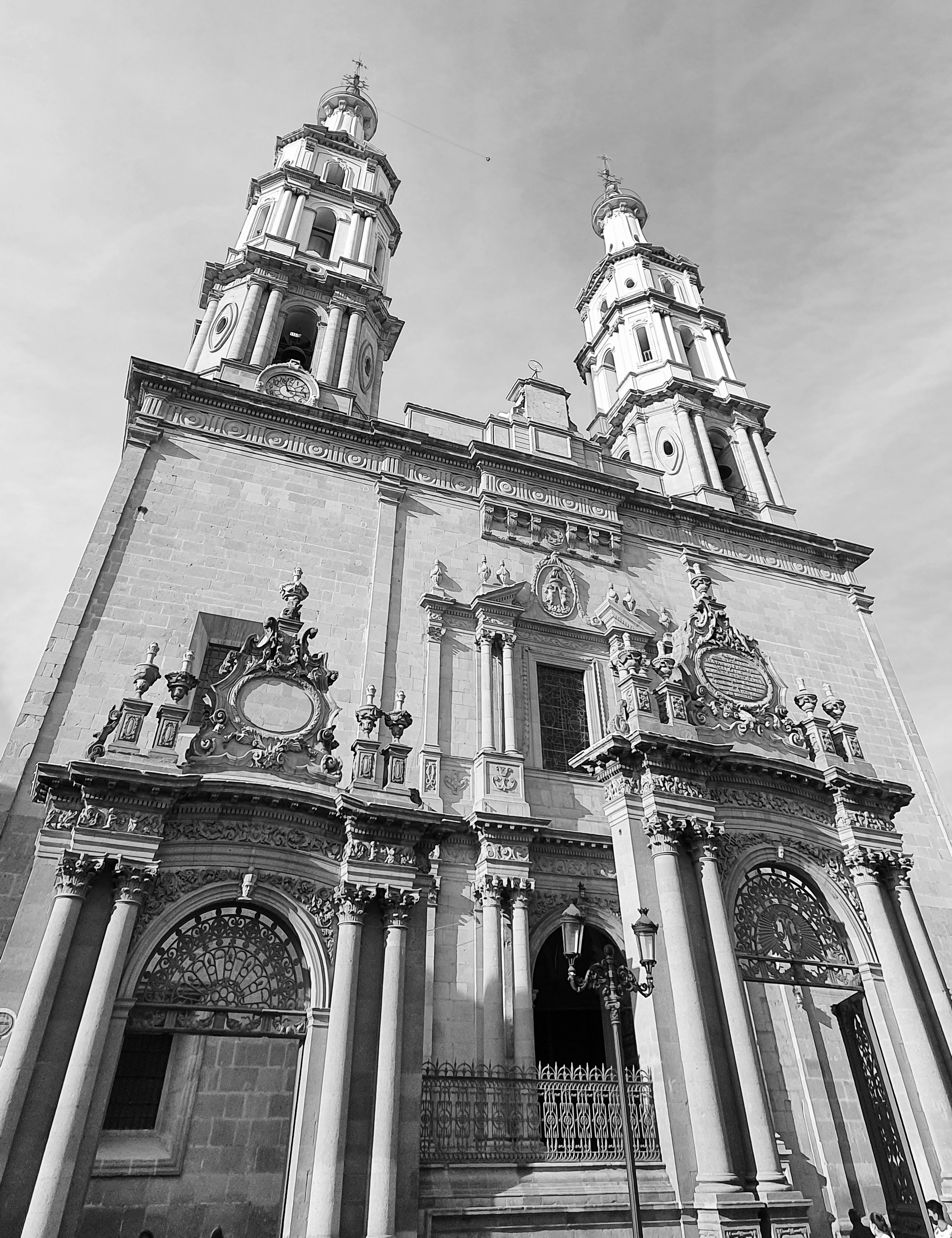
Vista frontal de la Catedral.

La encomendó el obispo Barón y Morales a Luis Long, se sitúa el este de la catedral en terrenos que pertenecían al atrio. La construcción de esta capilla de estilo neomudéjar, decorada con esplendidez y lujo de detalles, dirigida y realizada con verdadero cuidado, fue ejecutada con cantera, madera y estuco, se bendijo la capilla el 19 de diciembre de 1893, fecha en la que se estrenó. Ahí descansan los restos del obispo Barón y Morales. 
Capilla de la Virgen de la Soledad
Al mismo tiempo que la capilla de San José se fabricaba, hacia el lado oeste se levantaba otra, que sería dedicada al Sagrado Corazón de Jesús, costeada por el obispo Barón y Morales. Pero, a los pocos años, la imagen del Sagrado Corazón se desplazó a un altar lateral y el lugar de honor de esta capilla lo ocupó una imagen de la Virgen de la Soledad realizada por Perrusquia. 
Capilla de Cristo Rey
La escultura de Cristo Rey, todo un símbolo religioso para los católicos, está inspirada en el Cristo Blanco que actualmente se encuentra en la Catedral de León y es considerado como una de las esculturas artísticas más valiosas. En León, la capilla del Cristo Blanco se inició en 1937, después de 10 años de la dinamitación del primer monumento, en plena persecución religiosa del entonces presidente Plutarco Elías Calles. La capilla fue iniciativa del obispo Emeterio Valverde y Téllez, se erigió a fines de 1937 y la bendijo el 11 de enero de 1938, en suplencia del monumento que se iba a construir en el cerro de El Cubilete en 1923.

## Campanario

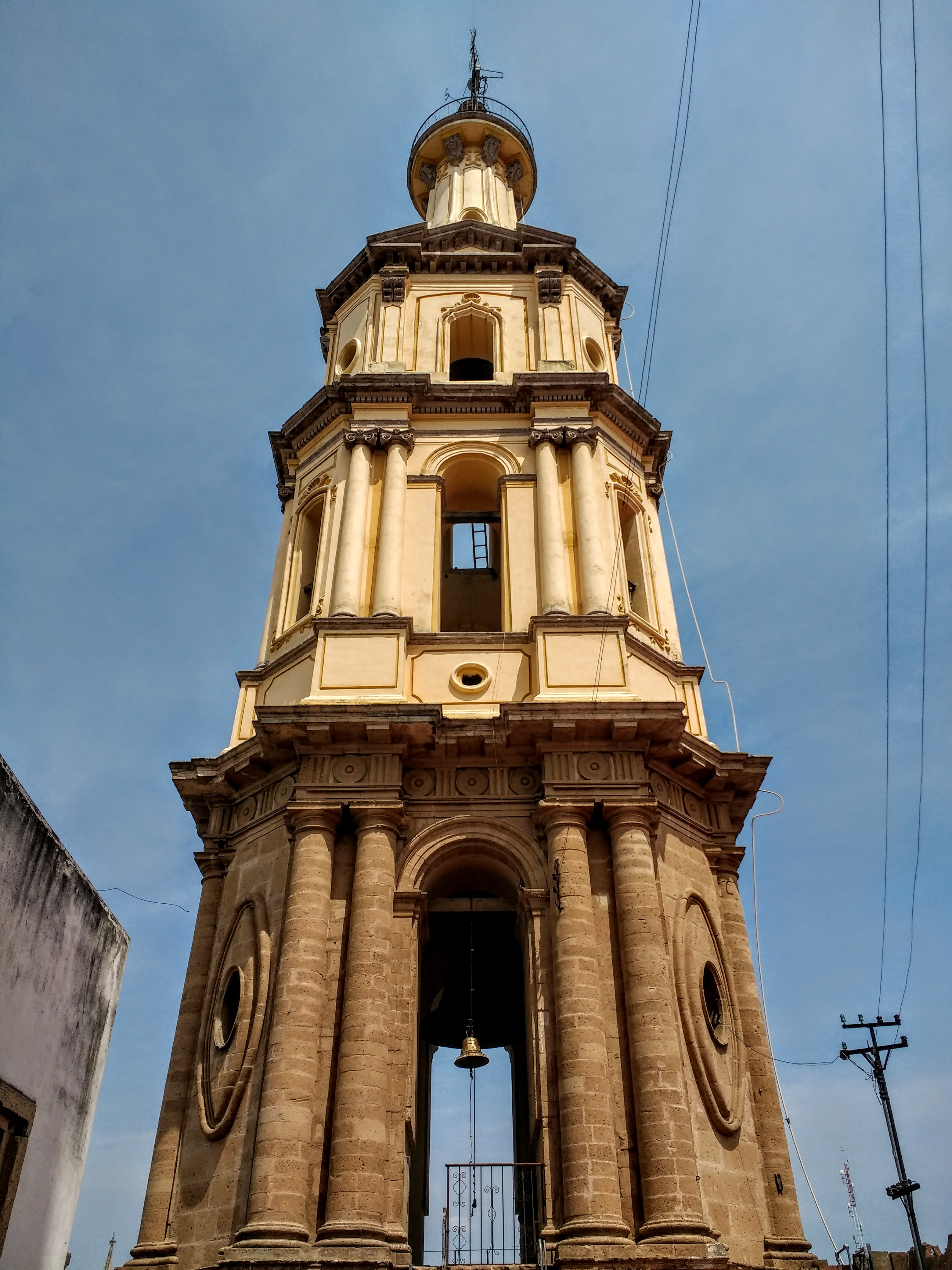
Torre Norte. Al fondo, la campana San José y una pequeña dorada.

El campanario ocupa el primer piso de ambas torres, y cuenta con 2 campanas, 2 esquilas, 2 campanas mayores y 1 pequeña campana dorada. La campana más pequeña de las 2 mayores, se usa para llamar a misa y llega a escucharse a más de un kilómetro y medio de distancia.
En la torre norte, se encuentra el carillón que corresponde al reloj, obrado en Francia y arreglado por el arquitecto y relojero Luis Long.
Éste tiene 4 campanas en forma de semiesfera, para las cuales 3 corresponden a sonar cada cuarto de hora y la más grande cada hora.
Este fue colocado y comenzó a funcionar en mayo de 1885.
En la misma torre norte, se encuentra una matraca de aproximadamente 1.60 m de diámetro que es tocada únicamente el Jueves y Viernes Santo. 

### Torre Norte
En la torre norte se ubica el reloj, el carillón, la gigante campana "San José", una pequeña campana dorada y la matraca de madera.

### Torre Sur
En la torre sur, se ubican 3 campanas y 2 esquilas. Dos de las tres campanas, son de tamaño medio, mientras que la otra es "La Madre Santísima de la Luz" con la que normalmente se llama a misa y tiene un tamaño grande. Las 2 esquilas son de gran tamaño. Una de las 2 esquilas "Nepomuceno" es la esquila más grande de América, con más de 2 metros y medio de altura.

## La imagen de la Madre Santísima de La Luz
Para la devoción a la Madre Santísima de la Luz, el primer obispo de León Díez de Sollano, decretó que la imagen que se veneraba en un cuadro que presidía el altar mayor del Templo de la Santa Escuela y que había llegado a León el 2 de julio de 1732 fuera reconocida como Patrona de la Diócesis. Trasladaron el cuadro a la catedral provisional, la parroquia del Sagrario, y una vez terminada la catedral definitiva se colocó en el lugar central del Altar, todo esto con los festejos y honores debidos. A partir de entonces ocupa un lugar especial dentro de la religiosidad local. A esta imagen —que llegó a León procedente de Palermo, Italia, como donación del jesuita Juan Antonio Genovessi— le atribuyen un origen milagroso y una selección providencial de su destino.

## Visita de Benedicto XVI a la Catedral Leonesa
El domingo 25 de marzo de 2012 el entonces papa Benedicto XVI hizo la celebración de las vísperas con los obispos de México y de América Latina al interior de la Catedral Basílica de la Madre Santísima de la Luz.